# 杰奥尔杰塔·胡尔穆扎基-杜米特雷斯库
杰奥尔杰塔·胡尔穆扎基-杜米特雷斯库（羅馬尼亞語：Georgeta Hurmuzachi-Dumitrescu，1936年1月23日—），罗马尼亚女子竞技体操运动员。她曾代表罗马尼亚获得1956年夏季奥运会体操比赛女子团体全能铜牌。